# Plesiotettix
Plesiotettix is een geslacht van rechtvleugeligen uit de familie doornsprinkhanen (Tetrigidae). De wetenschappelijke naam van dit geslacht is voor het eerst geldig gepubliceerd in 1907 door Hancock.

## Soorten
Het geslacht Plesiotettix omvat de volgende soorten:
- Plesiotettix spinosus Hancock, 1907
- Plesiotettix uncinatus Hancock, 1907